# 景山前街
39°55′19″N 116°23′26″E / 39.92184°N 116.39053°E
景山前街是位于中国北京市东城区西南部的一条大街。

## 简介
景山前街东起北池子大街，西到北长街东端。明朝、清朝时属宫廷禁地。明朝时，为一封闭的小广场，北为万岁门，南为北上门，东为北上东门，西为北上西门。清朝乾隆年间，万岁门改称景山门。出北上西门过鸳鸯桥可到达大高玄殿。清朝光绪时，东西门称“三座门”。1931年，拆除景山与故宫之间的北上门，辟建为道路，该道路中端因在景山之前，故命名为“景山前街”。西三座门至北长街一段，命名为“三座门大街”；东三座门至北池子一段，命名为“景山东前街”。 1965年，将三座门大街、景山东前街、小石作胡同并入，统称“景山前街”。
景山前街中段北侧为景山公园。景山前街西段有大高玄殿。